# Лоувілл (Вісконсин)
Лоувілл (англ. Lowville) — місто (англ. town) в США, в окрузі Колумбія штату Вісконсин. Населення — 1017 осіб (2020).

## Демографія
Згідно з переписом 2010 року, у місті мешкало 1008 осіб у 407 домогосподарствах у складі 305 родин. Було 433 помешкання
Расовий склад населення:
| - 97,8 % — білих - 1,2 % — корінних американців - 0,2 % — чорних або афроамериканців |

До двох чи більше рас належало 0,8 %. Частка іспаномовних становила 1,9 % від усіх жителів.
За віковим діапазоном населення розподілялося таким чином: 20,1 % — особи молодші 18 років, 64,7 % — особи у віці 18—64 років, 15,2 % — особи у віці 65 років та старші. Медіана віку мешканця становила 46,7 року. На 100 осіб жіночої статі у місті припадало 114,0 чоловіків;  на 100 жінок у віці від 18 років та старших — 110,7 чоловіків також старших 18 років.
Середній дохід на одне домашнє господарство  становив 88 061 долар США (медіана — 84 083), а середній дохід на одну сім'ю — 97 664 долари (медіана — 89 097). Медіана доходів становила 52 012 долари для чоловіків та 43 036 доларів для жінок. За межею бідності перебувало 4,2 % осіб, у тому числі 2,4 % дітей у віці до 18 років та 5,7 % осіб у віці 65 років та старших.
Цивільне працевлаштоване населення становило 540 осіб. Основні галузі зайнятості: освіта, охорона здоров'я та соціальна допомога — 19,8 %, виробництво — 15,4 %, будівництво — 10,2 %, науковці, спеціалісти, менеджери — 9,6 %.